# Læstadianisme
Le læstadianisme est un mouvement religieux conservateur luthérien né au milieu du XIXe siècle sous l'impulsion de Lars Levi Læstadius (1800-1861) en Laponie. Il est particulièrement implanté dans les pays nordiques (notamment en Finlande), en Amérique du Nord et en Russie, avec des congrégations de plus faible ampleur en Afrique, en Amérique du Sud et en Europe centrale.
Le nombre de læstadiens dans le monde est estimé entre 144 000 et 219 000 personnes.

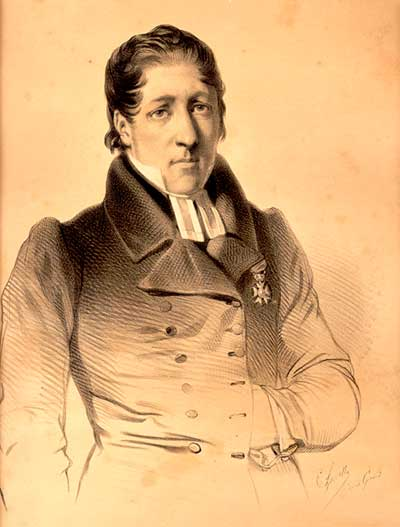
Lars Levi Laestadius (1800–61)

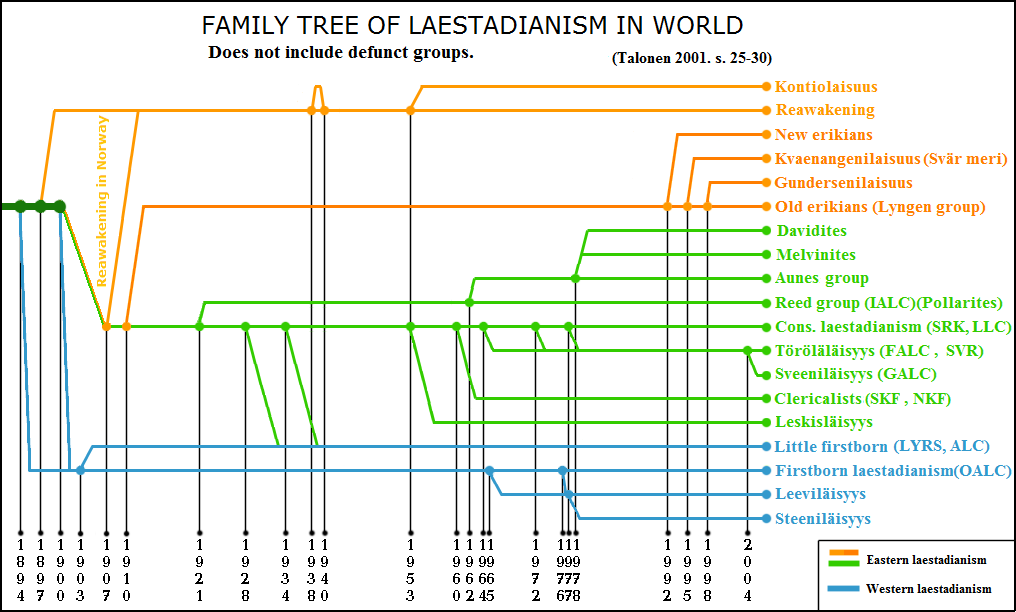
Arbre du læstadianisme dans le monde. Sans les groupes ayant disparu.

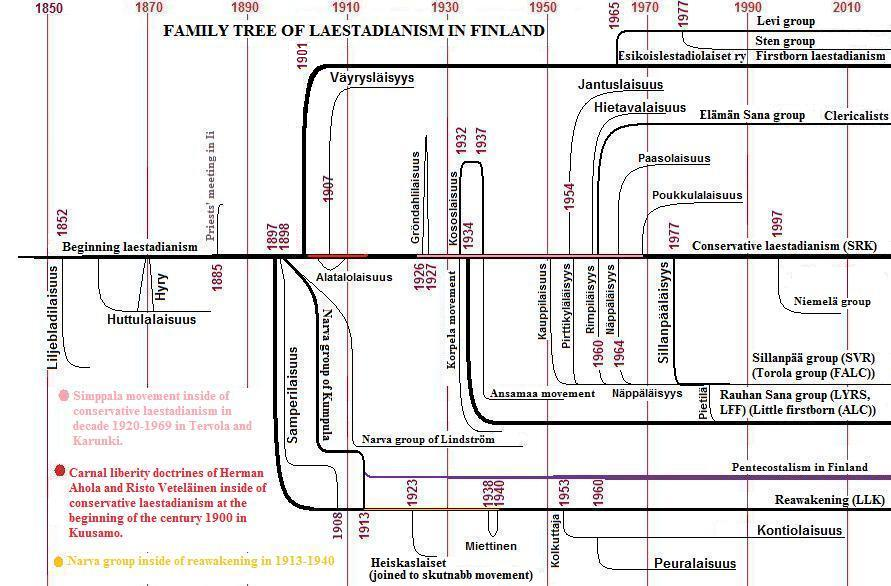
Arbre du læstadianisme en Finlande et Carélie. Avec les groupes ayant disparu.

Arbre du læstadianisme en Amérique. Avec les groupes ayant disparu.

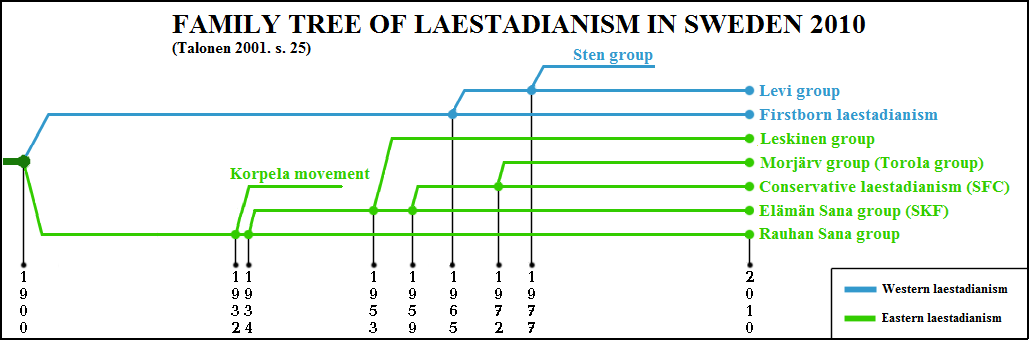
Arbre du læstadianisme en Suède. Avec les groupes ayant disparu.

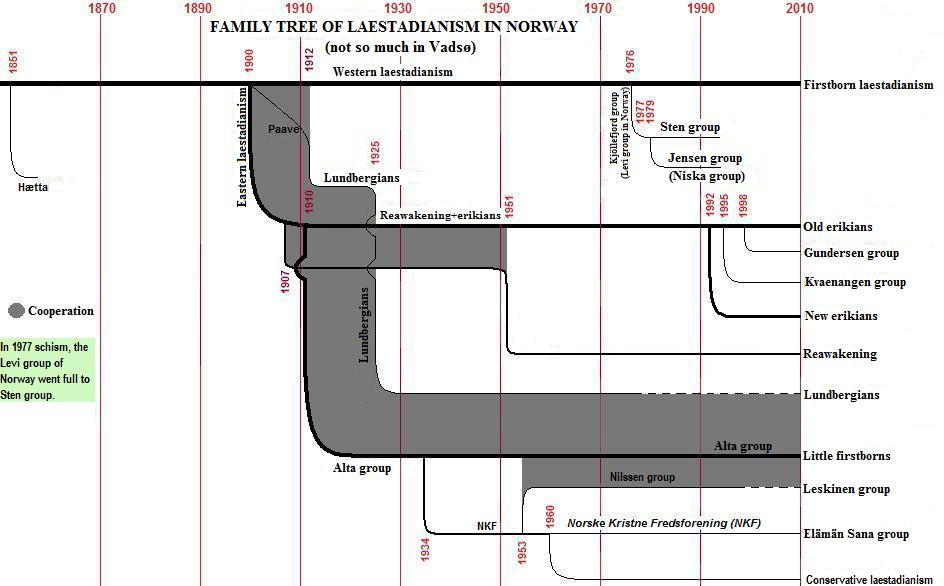
Arbre du læstadianisme en Norvège. Avec les groupes ayant disparu.

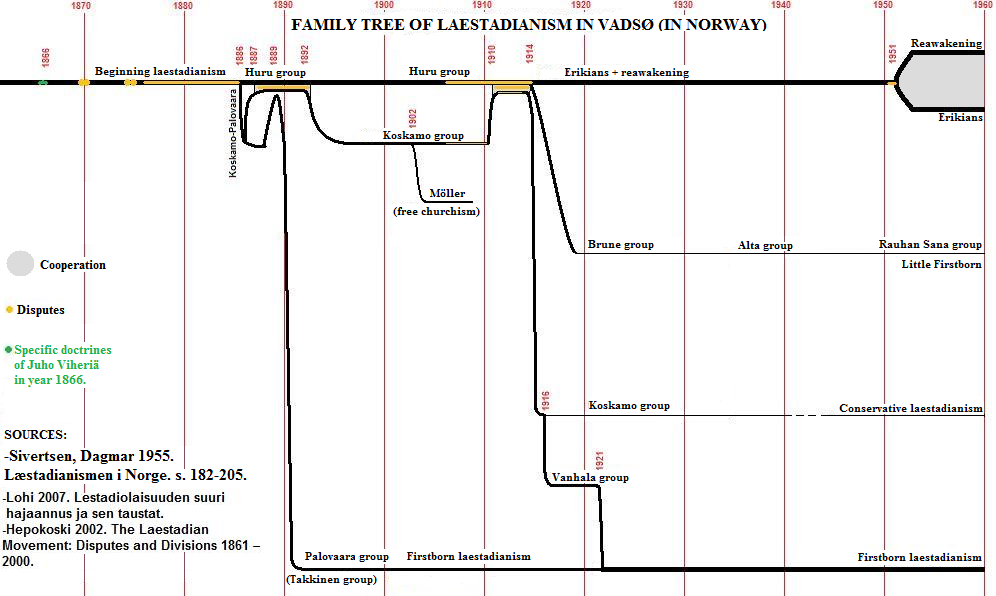
Arbre du læstadianisme à Vadsø (en Norvège) de 1860-1960. Avec les groupes ayant disparu.

## Organisation en Finlande et en Amérique du Nord
Les Laestadiens de Finlande font partie de l'Église évangélique-luthérienne de Finlande, mais en Amérique, où il n'y a pas d'église officielle luthérienne, ils ont fondé des dénominations propres qui se sont divisées en plusieurs sous- groupes au milieu du XXe siècle. En raison de différences doctrinales et de conflits de personnes, le mouvement a été divisé en 19 branches, dont 15 sont en activité aujourd'hui. Les trois branches principales sont :
- les Conservateurs Laestadiens (SRK) (Association Centrale des Associations Finlandaises de Paix[1]) , en Amérique du Nord (Laestadian Lutheran Church) connues comme les "Heidemans" du nom du dirigeant Paul A. Heideman) ;
- les Premiers nés Laestadiens, en Amérique du Nord (Old Apostolic Lutheran Church (en)) connues comme les Esikoinens ;
- les Premiers nés Laestadiens groupe Rauhan Sana[2], aux États-Unis et Canada (Apostolic Lutheran Church of America (en)) connues comme les "Mickelsens" du nom du dirigeant le révérend Andrew Mickelsen.

Ces trois ensembles regroupent 90 pour cent des laestadiens.

## Distinguer doctrines et pratiques

### Doctrine
Toutes les branches partagent de nombreux enseignements essentiels, y compris un accent central sur la doctrine luthérienne de la justification (pardon et la grâce).

### Les "vrais" chrétiens
Un autre enseignement de base concerne les différences essentielles dans le mode de vie et des croyances entre les vrais croyants, d'une part, et les faux chrétiens (parfois distingués comme une foi vivante par rapport à la foi morte) et incrédules de l'autre.

### Confession des péchés
L'Église enseigne que chaque croyant a le pouvoir de témoigner que les péchés des autres sont pardonnés, parfois désigné comme la déclaration audible de la rémission des péchés. Les Laestadiens proclament le pardon des péchés dans le nom et le sang de Jésus.

#### Dans la pratique
Dans la pratique laestadianiste, lorsqu'un chrétien a commis un péché, que ce soit en pensée ou en acte, elle ou il doit l'avouer à un autre croyant. Il est donc courant de confesser ses péchés à un autre croyant en toute occasion, et plus particulièrement pendant le service précédant la communion, mais pas forcément au pasteur officiant. Une déclaration courante est: « Croyez votre péché (s) pardonné au nom de Jésus et de son sang (versé). » Cette procédure, enracinée dans le laestadianisme, diffère de l'absolution dans les églises luthériennes ordinaires par plusieurs aspects, en particulier le fait qu'elle ne requiert pas la présence du ministre. Souvent, la confession est faite ouvertement; la confession n'est pas sur rendez-vous, mais plutôt facilement accessible à tout croyant et par tout autre croyant à tout moment.

#### Un rite très solennel
Parce qu'un laestadien prend très au sérieux le fait que la grâce n'existe que pour celui dont les péchés ont été expressément pardonnés, il n'y a guère d'autres rites dans ce mouvement qui rivalise avec l'importance de la déclaration du pardon. Cette doctrine est une extension de la doctrine du sacerdoce universel.

### Identification des salutations et des adieux
Lorsqu'ils se saluent, les Laestadiens disent «la paix de Dieu» (ou en finnois: «Jumalan terve» signifiant salut de Dieu ou bienvenue). Pour prendre congé l'un de l'autre, ils disent "la paix de Dieu" (ou en finnois: "Jumalan rauhaan").

### Accent sur l'évitement du péché et la "mondanité"
La «mondanité» est découragée, et les Laestadiens sont opposés aux rapports sexuels avant le mariage et à l'alcool, sauf dans le sacrement de la sainte communion.
Les Laestadiens conservateurs considèrent comme des péchés, la danse, regarder la télévision, la contraception, la musique rock, le maquillage, les boucles d'oreilles, les films, les tatouages. Certains éléments conservateurs au sein de l'église vont même plus loin en rejetant les "voies du monde", par exemple, refusant d'acheter une assurance, interdisant la participation de leurs enfants aux sports scolaires, et enlèvent leurs autoradios.

### Contraception
Un grand nombre de luthériens apostoliques des Premiers-nés et de nombreux membres des congrégations les plus conservatrices du groupe de la Parole de paix, par exemple, n'utilisent pas la contraception parce qu'ils croient qu'un enfant est un don de Dieu; Par conséquent, beaucoup de familles laestadiennes comptent de nombreux enfants.

### Rencontres sociales
Les activités centrales des Laestadiens sont des congrès annuels réunissant plusieurs milliers de personnes.
En Finlande, l'association SRK organise une fête estivale annuelle.
Depuis 2010, les villes hôtes de ces services d'été sont :
- 2010 : Liperi, Carélie du Nord
- 2011 : Lumijoki, Ostrobotnie du Nord
- 2012 : Loppi, Kanta-Häme
- 2013 : Pudasjärvi, Ostrobotnie du Nord
- 2014 : Pyhäjoki, Ostrobotnie du Nord
- 2015 : Vaasa, Ostrobotnie

Pour les Laestadiens Premiers-nés les événements annuels les plus importants sont en Suède à Gällivare pour le service de Noël et à Lahti en Finlande pour le service d'été.

### Publications
Différentes branches publient leurs journaux et magazines.

### Écriture choisie
En Finlande, la version biblique utilisée principalement par les laestadiens est la traduction de la Bible (finnois) de 1776 qui, à la différence des traductions plus récentes, est basée sur le Textus receptus.
L'Association Centrale des Associations Finlandaises de Paix (SRK) publie une triple traduction finlandaise. (1776, 1933/1938 et 1992) qui est utilisée à la fois comme une étude et une Bible pour les prédicateurs Conservateurs Laestadiens.
Le laestadianisme américain et canadien utilise la Bible du roi Jacques, basée aussi sur le Textus receptus.

### Racines du mouvement
Le nom du mouvement provient de Lars Levi Laestadius (1800-1861), un prêtre de l'Église de Suède, également botaniste réputé. Il commence le mouvement en exerçant comme curé au nord de la Suède dans les années 1840. Il a rencontré sa future femme membre du peuple Sami nommée Brita Cajsa Alstadius à Krokom dans le Jämtland. Elle appartenait à un mouvement de renaissance au sein de l'Église de Suède menée par le prêtre Pehr Brandell de la paroisse de Nora dans la commune de Kramfors en Ångermanland, caractérisé par le piétisme et influencé par l'Église Morave.
Elle lui raconta ses expériences spirituelles dans son voyage vers un christianisme véritablement vivant, et, après cette rencontre, Laestadius sentit qu'il avait compris le secret de la foi vivante. Il avait eu une expérience profonde d'être entré dans un état de grâce, d'avoir reçu le pardon de Dieu pour ses péchés et enfin de vraiment voir le chemin qui mène à la vie éternelle. Le mouvement a commencé à se répandre à Karesuando puis à Pajala et dans toute la Laponie, en particulier parmi les Samis et les Tornédaliens. Il préférait que ses disciples fussent connus simplement comme «chrétiens», mais d'autres ont commencé à les appeler «laestadiens».
Johan Raatamaa lui succède comme chef de file du mouvement.

### Effet initial sur les paroissiensSamis
Les deux grands défis que Laestadius a rencontré durant ses débuts en tant que pasteur furent la double indifférence de ses paroissiens Sames, due, d'une part, au fait qu'ils avaient été forcés par le gouvernement suédois à se convertir au christianisme en renonçant au chamanisme sami, et, d'autre part, à la misère causée par l'alcoolisme.
La compréhension spirituelle que Laestadius a acquise, et partagée dans ses nouveaux sermons « remplis de métaphores issues du quotidien des Sames qu'ils pouvaient comprendre, ... sur un Dieu qui se souciait de la vie du peuple » avait un effet positif profond sur les deux problèmes.
Un récit de la perspective culturelle sâme rappelle un nouveau désir chez les Sames d'apprendre à lire et un « mouvement enthousiaste dans l'église, avec des gens confessant leurs péchés, pleurant et priant pour leur pardon ».
Le laestadianisme était connu sous le nom de liikutuksia, une sorte d'extase... L'ivresse, et le vol des rennes parmi les sames diminuèrent, ce qui eut une influence positive sur leurs relations interpersonnelles, leurs finances et leur vie familiale.

### La croissance du Laestadianisme enLaponie
Le succès rapide du laestadianisme parmi les Samis était dû à plusieurs facteurs. Laestadius s'identifiant fièrement en tant que Sami par sa mère parlant le Same du Sud, il parlait et prêchait lui-même dans deux dialectes samis. En outre, il choisit des prédicateurs laïcs non éduqués parmi des éleveurs de rennes samis avec lesquels il voyagea et prêcha durant une année. Dans les premiers jours du mouvement, afin de trouver un terrain d'entente avec ses paroissiens, il emprunta les divinités et les concepts païens connus des Samis, et les adapta au christianisme. Un autre facteur contribuant à la croissance du Laestadianisme parmi les Samis fût que, dans les internats mandatés par l'état, le personnel a vite été laestadien. Ensuite, le strict code moral du Læstadianisme, incluant la stricte tempérance, a vite trouvé un écho favorable chez les Samis, des communautés entières détruites par l'alcoolisme devenant abstinentes du jour au lendemain, ce qui, outre un effet positif, améliora la position sociale des Samis vis-à-vis du monde extérieur. Enfin, le laestadianisme était une foi que les Sami pouvaient identifier comme issue même de leur culture, dans la mesure où Laestadius lui-même professait avoir connu la « vraie foi vivante » à la suite de sa rencontre avec la pauvre femme samie abusée, Milla Clementsdotter. Son rôle dans la perte de la vision du monde sâme traditionnel.

### Ligne ininterrompue du christianisme vivant
Certaines factions du Laestadianisme croient que leur mouvement est un descendant contemporain d'une ligne ininterrompue de christianisme vivant par l'intermédiaire de l'Église morave, des Frères tchèques, des Lollards, et de l'Église évangélique vaudoise lié au Christianisme primitif. Martin Luther, Jan Hus, John Wycliffe et Vaudès sont considérés comme leurs ancêtres spirituels.

## Effectifs en 2012
- 1. Conservateurs Laestadiens : 115 000 (en Finlande (SRK), aux États-Unis (Laestadian Lutheran Church), Suède (SFC), Russie, Togo (ELLT), Canada (LLC), Kenya(LLOP), Ghana(LLC), Gambie(LLC), Équateur, Norvège, Estonie (ELR), Lettonie, Londres, Allemagne, Hongrie, Espagne, Suisse, Turquie, etc.)
- 2. Premiers nés Laestadiens 24 000 (principalement aux États-Unis (Old Apostolic Lutheran Church), Finlande (Esikoislestadiolaiset ry[4]), Suède, Norvège, Russie, Lettonie)
- 3. Premiers nés Laestadiens (Rauhan Sana) 21 000 (en Finlande LYRS[5]), aux États-Unis (Apostolic Lutheran Church of America), Suède (LFF), Norvège, Canada (ALC), Guatemala, Nigeria, Indes, Togo(ALC) et Kenya)
- 4. Torola 4 000 (aux États-Unis (First Apostolic Lutheran Church), Suède et Finlande (SVR))
- 5. Reed (Pollarites) 3 500 aux États-Unis (Independent Apostolic Lutheran Church)
- 6. Réveille 3 000 (en Finlande (LLK) and Norvège)

et d'autres ayant moins de 1 200 membres.
Une évaluation du professeur Jouko Juhani Talonen pour 2016 donne une forte croissance pour les Premiers nés Laestadiens à 31000.

## Dans la littérature
- An Examination of the Pearl, a book written by Edwin A. Suominen. An Examination of the Pearl is a study of the doctrine and history of Conservative Laestadianism. The book also looks at the teachings of Martin Luther, early Christianity, Christian fundamentalism and sectarianism, and the Bible.
- Lars Levi Laestadius and the Sami
- Læstadianism and Its Role in the Loss of the Traditional Sámi Worldview, by Viktor 'Vulle' Cornell
- Laestadianism
- Lars Levi Laestadius and the Revival in Lapland, by Warren H. Hepokoski
- The Laestadian Movement: Background Writings and Testimonies, compiled by Warren H. Hepokoski
- The Laestadian Movement: Disputes and Divisions 1861 - 2000, by Warren H. Hepokoski
- We Sinners, a novel about Laestadianism by former LLC-member Hanna Pylväinen.
- Le Dernier Lapon d'Olivier Truc, Points policier no 3103, 2013.

## Films
- Laestadianism - USA (court documentaire)
- Forbidden Fruit de Dome Karukoski
- La Rébellion de Kautokeino
- The Earth Is a Sinful Song
- Elina: As If I Wasn't There